# Mónica Guido
Mónica Guido (Arequito, Santa Fe; 27 de julio de 1960) es una ex-vedette y actriz argentina de cine, teatro y televisión.

## Carrera
Nacida en la localidad santafesina de Arequito, a 80 kilómetros de Rosario, Guido comenzó a principio de la década del '80 gracias a su belleza y cuerpo escultural, incursionó mucho en cine y televisión junto a destacados capocómicos del momento como Alberto Olmedo, Jorge Porcel, Mario Sapag, Tristán, Rolo Puente y Juan Carlos Calabró.
En la pantalla chica se lució con su personaje de psicóloga sexy en la serie de 1992, y que se emitió hasta 1994, Brigada cola, junto a Guillermo Francella y Gino Renni. Allí personificaba a la sensual Doctora Guinda.
También fue tapa de populares revistas como Gente, Caras, Paparazzi e inclusive la revista Playboy en varias oportunidades (1989, 1992 y 1993).
En teatro se destacó como primera vedette en numerosas obras musicales. Fue una gran amiga de famosos como Ricardo Fort y Raquel Mancini.

## Cine
- 1983: Los reyes del sablazo
- 1986: Camarero nocturno en Mar del Plata
- 1986: Las minas de Salomón Rey
- 1986: Las colegialas
- 1987: Johny Tolengo, el majestuoso[5]
- 1993: ¡¡Aguante Brigada!!

## Televisión
- 1986/1987: Mujer comprada
- 1988/1989: La bonita página, junto a Guillermo Francella, Mario Pasik y Marcos Zucker.
- 1989: Las mil y una de Sapag
- 1987/1990: Las gatitas y ratones de Porcel
- 1990: Las bebitas y los bebotes de Porcel
- 1991: Yo amo a Berugo con Berugo Carambula
- 1992/1994: Brigada cola
- 1993: Peor es nada (Invitada en el especial La que te Heidi)
- 1994: Un hermano es un hermano
- 1996: "Trucholandia"
- 1999: Buenos vecinos
- 2001: Un cortado, historias de café
- 2001: 22, el loco
- 2004: La peluquería de Don Mateo
- 2005: Casados con hijos (ep. Pepe Argento, el encapotado)[6]

## Teatro
- 1983: Prohibida - Teatro Astral junto a Jorge Porcel, Alberto Olmedo, Patricia Dal, César Bertrand, Delfor Medina, Hugo Varela, José Luis Gioia, Adrián Zambelli, Silvia Peyrou, Alejandra Cánepa, Guillermo Guido y Mario Sapag.
- 1984: ¡A todo Astral! - Teatro Astral, con Guadalupe (actriz), Rodolfo Zapata, Carlitos Scazziota, Alberto Anchart, Carlos Augusto Korneta, Susana Quinteros, Betty Flores, Gloria Díaz, Alejandra Loy, Gloria y Eduardo, Edgar Blacke, Oscar Lovera, Rafael Blanco, Alicia Castell, Lía Fernández, Antonio Cendra, Cecilia Sada, Nely Chieso, Osvaldo Ross, Sergio Arroyo, Fernando Fonzes y la gran orquesta de Armando Pontier.
- 1984: Vuelven los guapos-Teatro Astral - Junto a Jorge Porcel, Alberto Olmedo, Naanim Timoyko, Mario Sapag, César Bertrand, Silvia Peyrou, Hugo Varela y Délfor Medina.
- 1989: Esposa para dos - Junto a Eduardo D’Ángelo, Ricardo Espalter y Enrique Almada en el Teatro Stella de Montevideo, Uruguay.
- 1991: La revista corrupta - Estrenada en el Teatro Tabaris, junto a Beatriz Salomón, Tristán, Nito Artaza, Cecilia Oviedo y Tania.
- 1993: Aguante, brigada - Junto a Guillermo Francella, Gladys Florimonte, Edgardo Mesa, Héctor Echavarría, Javier Belgeri, Hernán Caire, Eric Grimberg, Florencia Canale, Brigacop, Tronco, Andrés Turnes, Badon y Ricardo Lavié.
- 1995: Cosas de negros, con el Negro Álvarez, Gladys Florimonte y Sabrina Olmedo.
- 1997: Más pinas que las gallutas - Teatro Tabaris con Emilio Disi, Tristán, Cris Miró, Fabián Gianola y elenco.
- 2004: Camarero con cama adentro - Teatro La Sombrilla de Villa Carlos Paz (Córdoba), junto con Paula Volpe, Carlos Rotundo y elenco.

## Vida privada
Hija de Gladys Montali y el célebre Rubén "Coco" Barsanti.junto a su querida hermana María Laura conocieron el mundo gracias a Coco, por su profesión de zapatero que lo llevó a conocer el Viejo Continente.
Su padre Rubén fue el inventor del famoso vino con soda en lata santafesino llamado vitonga. Él trabajó como banquero ayudante de albañil y preparador físico del club almirante brown
Durante su época de esplendor en los '80 se la relacionó de modo sentimental con el cantante JAF, con el exfutbolista Adalberto Aschucarro y al hermano de Ricardo Fort. Se casó en 1988 con el empresario Javier Corrado y luego de separarse, conoció a Javier Caminotti, hijo de un exministro de economía cordobés, en 1993 y con quien tuvo a su única hija en 1994.